# El Gouna FC
Maillots
Actualités
Le El Gouna Football Club (en arabe : نادي الجونة لكرة القدم), plus couramment abrégé en El Gouna FC, est un club égyptien de football fondé en 2003 et basé dans la ville d'El Gouna.
Le club évolue dans le championnat d'Égypte.

## Histoire
L'histoire de ce club commence lors de la saison 2003-04. Le club gravit rapidement les échelons en gagnant le championnat de troisième division l'année suivante, puis la deuxième division en 2005-06. Le club effectue ensuite une série de descentes puis de remontées dans le top de la ligue.

## Palmarès
- Néant